# Bulbophyllum falcibracteum
Bulbophyllum falcibracteum är en orkidéart som beskrevs av Rudolf Schlechter. Bulbophyllum falcibracteum ingår i släktet Bulbophyllum och familjen orkidéer. Inga underarter finns listade i Catalogue of Life.